# Titaniloricus inexpectatovus
Titaniloricus inexpectatovus es la única especie del género Titaniloricus, un loricífero descrito por G. Gad en 2005.

## Distribución
Titaniloricus inexpectatovus ha sido señalado para las aguas angoleñas del Océano Atlántico